# Кнопки YouTube
Кнопки YouTube (англ. YouTube Play Button) — частина нагород YouTube. Нагорода для найпопулярніших каналів YouTube.
На відміну від нагороди «YouTube Awards» (яку вручають за найякісніші відео), кнопки є винагородою для авторів каналу з великою кількістю підписників.

## Історія
На щорічній відеоконференції VidCon 2012 виконавчий директор YouTube Тім Шей представив нагороду під назвою «Золота кнопка YouTube», яка буде присуджуватись людям, канали яких набрали 1 000 000 підписників. На момент оголошення, дану нагороду отримали 78 каналів. Також Тім оголосив про «Срібну кнопку YouTube», яка дістанеться людям, у яких на каналі налічується 100 000 підписників. Крім того, Шей додав, що люди, які мають 100 000 підписників, отримають крім кнопки подарункову карту на суму $500 і камеру DSLR.
На VidCon 2015 віце-президент менеджменту YouTube, Меттью Глотцбах оголосив про введення «Діамантової кнопки YouTube», яка буде присуджена людям, які мають на своєму каналі 10 000 000 підписників. Під час введення нагороди, 35 каналів отримали право на її отримання.

## Про нагороду
Коли перевірений YouTube канал досягає певного етапу, він отримує приз у вигляді символу кнопки відтворення YouTube. В залежності від кількості підписників нагороди відрізняються за розміром символу кнопки та рамки.
На сьогодні існує чотири офіційні види кнопок та п'ята, яка на даний момент присуджена лише двом каналам.
1. Срібна кнопка — видається каналам, кількість підписників яких досягла 100 000. Виготовлена з мідно-нікельованого сплаву. Обрамлена металевою рамкою.
2. Золота кнопка — видається каналам які досягли 1 000 000 підписників. Виготовлена з позолоченої латуні. Обрамлена металевою рамкою, як і срібна.
3. Діамантова кнопка — видається каналам які досягли 10 000 000 підписників.[3] Виготовлена з великої срібної вставки з великим шматком кристалу у формі трикутника кнопки відтворення YouTube. На відміну від Срібної та Золотої кнопки, рамка відсутня.
4. Рубінова кнопка  — видається каналам які досягли 50 000 000 підписників. На кінець 2018 року цей трофей отримало 2 канали. Першим був шведський ютубер PewDiePie в грудні 2016 року[4]. Другу нагороду у вересні 2018 року отримав канал T-series.
5. Червона Діамантова кнопка — для каналів, які досягли 100 млн підписників. 29 травня 2019 року канал «T-Series» отримав 100 мільйонів підписників, як і «PewDiePie» 26 серпня того ж року. На своєму каналі він опублікував розпакування кнопки, яка за дизайном схожа на Діамантову, проте з червоним діамантовим трикутником всередині і надсилається в незвичайній валізці з логотипом YouTube.